# デヴァー・オーギル
デヴァー・オーギル（Dever Orgill、1990年3月8日 - ）は、ジャマイカ・ポート・アントニオ出身のプロサッカー選手。サッカージャマイカ代表。MKEアンカラギュジュ所属。ポジションはFW。

## 経歴

### クラブ
高校卒業後、カナダに渡りバンクーバー・ホワイトキャップスとプロ契約を結んだ。リザーブチームでのプレーを経て、2008年8月よりトップチームに昇格。しかしその後は膝の負傷に苦しんだ。2010年7月、規律違反を理由にクラブから解雇された。
2010年8月、ジャマイカに帰国しセントジョージズSCに加入。2012年秋に再びバンクーバーに戻り、アマチュアクラブに加入。
2013年4月、フィンランドのIFKマリエハムンにトライアルを経て加入
2016年11月、オーストリアのヴォルフスベルガーACに加入。
2019年1月、トルコのMKEアンカラギュジュに移籍した。契約期間は1年半。

### 代表
ユース年代からジャマイカ代表に選出されていた。2010年10月にフル代表デビュー。

## 所属クラブ
- バンクーバー・ホワイトキャップス 2008-2010
- セントジョージズSC 2010-2013
- IFKマリエハムン 2013-2016
- ヴォルフスベルガーAC 2016-2019
- MKEアンカラギュジュ 2019-

## タイトル
バンクーバー・ホワイトキャップス
- USLファースト・ディヴィジョン (1): 2008

IFKマリエハムン
- フィンランド・カップ (1): 2015
- ヴェイッカウスリーガ (1): 2016